# Леопольд Гаґер
Леопольд Гаґер нім. Leopold Hager (6 жовтня 1935, Зальцбурґ) — австрійський диригент, відомий своїми інтерпретаціями творів віденських класиків (Гайдна, Моцарта, Бетховена і Шуберта).
Гаґер вивчав фортепіано, орган, клавесин, диригування та композицію в Зальцбурзькому Моцартеумі (1949—1957) у Бернгарда Паумґартнера, Ґергарда Вімберґера, Цезаря Брезґена, Й. Давіда та Еґона Корнаута. Був призначений асистентом диригента в Міському театрі Майнца (1957—1962), а після диригування Лінцьким Ляндестеатром (1962—1964) був призначений першим диригентом Кельнської опери (1964—1965). Потім він працював генеральним музичним директором у Фрайбурзі-ім-Брайсґау (1965—1969), головним диригентом оркестру Моцартеум та Ляндестеатру в Зальцбурзі (1969—1981). У жовтні 1976 року дебютував у Метрополітен-опера в Нью-Йорку, диригуючи «Весілля Фіґаро». Він також виступав як запрошений диригент з іншими оперними театрами та оркестрами Європи (Берлінської філармонії, Віденської філармонії) та США. У 1981 році він став музичним керівником Симфонічного оркестру радіо і телебачення Люксембурґа (нині Люксембурзький філармонічний оркестр), і завершив своє керівництво ним у 1996 році.
До 2004 року Гаґер викладав оркестрове диригування в Університеті музики та виконавського мистецтва у Відні, продовжуючи пряму лінію відомих викладачів, включаючи Клеменса Крауса, Ганса Сваровського та інших представників австрійської школи.
З 2005 до 2008 року Леопольд Гаґер був головним диригентом у Віденській народній опері, диригувавши їхніми прем'єрними постановками («Чарівна флейта», «Травіата», «Нюрнберзькі майстерзінґери», «Казки Гофмана» і «Турандот»).
Частий диригент Віденської державної опери, Леопольд Гаґер працював з оркестрами як Віденська філармонія, Віденський симфонічний оркестр, Чеський філармонічний оркестр, Gewandhausorchester Ляйпцизький оркестр Ґевандгаузу, Саксонська державна капела Дрездена, Мюнхенська філармонія, Бамберґський симфонічний оркестр, Німецьке радіо, Мюнхенський симфонічний, Симфонічний оркестр Ляйпцизького радіо, Берлінський симфонічний оркестр, Королівський оркестр Концертґебау, Accademia di Santa Cecilia, Симфонічний оркестр Данського радіо, Паризький оркестр, Національний оркестр Лілля, Національний симфонічний оркестр у Вашингтоні, округ Колумбія та іншими.